# Đường sắt cao tốc ở Ba Lan

Tuyến Đường sắt Trung tâm, đường màu xanh thể hiện tốc độ tối đa 200 km/h

Đường sắt cao tốc (tiếng Ba Lan: Kolej dużych prędkości) bắt đầu ở Ba Lan vào ngày 14 tháng 12 năm 2014 với việc giới thiệu 20 đoàn tàu không nghiêng Pendolino vận hành trên 4 tuyến đường được chỉ định, tỏa ra từ Warszawa. Đường sắt Nhà nước Ba Lan bắt đầu vận hành các tàu dịch vụ hành khách PKP Pendolino với tốc độ 200 km/h trên 80 km của tuyến đường Olszamowice-Zawiercie (một phần của tuyến đường sắt có tên gọi CMK từ Warszawa đi Katowice/Kraków). Từ tháng 12 năm 2017, có hai khu gian được chạy tốc độc 200 km/h với tổng chiều dài 136 km. Đường sắt Nhà nước Ba Lan PKP đã ra mắt tàu cao tốc mang thương hiệu Express Intercity Premium (EIP).
PKP Intercity ban đầu chỉ sử dụng chín đôi tàu chạy ban ngày để vận hành 23 tàu EIP từ Warszawa đi Gdynia, Kraków, Katowice và Wrocław. Ngày nay, phần lớn trong 20 đôi tàu vận hành trên tuyến chính Kraków – Warsaw – Gdańsk – Gdynia, khởi hành hàng giờ vào giờ cao điểm và mỗi 2 giờ vào giờ thấp điểm. Tuyến Gliwice/Bielsko-Biała - Katowice - Warsaw - Gdańsk - Gdynia hoạt động năm lần trong ngày. Có hai tàu Pendolino cho mỗi chiều trong ngày trên tuyến Wrocław. Thời gian cơ bản của hành trình là 2 giờ 58 phút từ Warszawa đi Gdańsk, 2 giờ  28 phút đi Kraków và 2 giờ  34 phút đi Katowice. Các dịch vụ EIP từ Warszawa đi Wrocław chạy trên tuyến chính của CMK, Częstochowa và Opole, mất 3 giờ 42 phút so với tuyến trước đây đi qua Poznań mất hơn 6 tiếng.
Ngoài Tuyến Đường sắt Trung tâm từ Warszawa đi Kraków và Katowice, và từ Warszawa đi Wrocław, tàu Pendolinos còn chạy trên 350 km (221 miles) tuyến đường từ Warszawa đi Gdańsk và Gdynia của khu vực Biển Baltic. Giai đoạn 2011-2015, tuyến Warszawa-Gdańsk-Gdynia được nâng cấp lớn với trị giá 3 tỉ Đô la, được tài trợ một phần từ Ngân hàng Đầu tư Châu Âu, bao gồm thay thế đường sắt, chỉnh tuyến đường cong và di dời các khu gian đường sắt để cho phép nâng tốc độ lên 200 km/h (124 mph), hiện đại hóa các nhà ga và lắp đặt Hệ thống kiểm soát tàu hỏa Châu Âu Mức 2 được hoàn thành vào tháng 6 năm 2015. Khi các tàu Pendolino bắt đầu vận hành ngày 14 tháng 12 năm 2014, thời gian di chuyển Warsaw-Gdańsk bằng tàu trước đây là 4½ đến 6 giờ đã giảm xuống còn 2 giờ 58 phút, và sẽ còn giảm hơn nữa, còn 2 giờ 40 phút khi công tác nâng cấp hoàn thành.

## Các đề xuất trước đây
Trong lịch sử, có rất nhiều đề xuất và kế hoạch được đưa ra bởi các cơ quan chính phủ của Ba Lan và/ hoặc các nhóm tìm kiếm lợi ích nhằm đưa đường sắt cao tốc vào Ba Lan. Tính đến tháng 12 năm 2009, Ba Lan có 700–800 km đường sắt phù hợp với vận tải đường sắt có thể chạy tàu ở tốc độ 160 km/h. Dự kiến sẽ có thêm 1,500 km vào năm 2015, bao gồm một vài khu vực cho phép tốc độ 200 km/h. Mặc dù trước đây chính phủ Ba Lan chủ yếu đầu tư vào mạng lưới đường bộ, nhưng từ 2012 trở đi, đầu tư đã được chuyển sang tập trung phát triển giao thông đường sắt. Chính phủ hy vọng, đến năm 2020 sẽ kết nối mười hai thành phố lớn của Ba Lan bằng đường sắt cao tốc.
Hiện nay, một vài khu gian của Tuyến Đường sắt Trung tâm cho phép chạy với tốc độ 200 km/h (với kỷ lục tốc độ hiện tại ở Ba Lan là 293 km/h) tuy nhiên tàu thương mại chỉ được chạy với tốc độ 160 km/h. Đường sắt Nhà nước Ba Lan lên kế hoạch mua các tàu Pendolino năm 1998 nhưng hợp đồng đã bị Viện Kiểm soát Tối cao hủy bỏ trong năm sau do các thiệt hại tài chính của Đường sắt Ba Lan.

### Warszawa đi Poznań và Wrocław qua Łódź
Đã có kế hoạch cho một tuyến "Y" nối Warszawa–Łódź–Kalisz. Tuyến đường sau đó sẽ được phân thành hai nhánh đi Wrocław và đi Poznań. Bố trí hình học của tuyến được lên kế hoạch để cho phép đạt tốc độ 360 km/h. Công tác thi công đã được lên kế hoạch bắt đầu vào khoảng năm 2014 và hoàn thành năm 2019. Tháng 4 năm 2010, gói thầu nghiên cứu khả thi đã được trao cho liên doanh do công ty Ingenieria IDOM của Tây Ban Nha đứng đầu.  Nghiên cứu khả thi được Liên minh châu Âu trợ cấp 80 triệu Euro.  Tổng chi phí của tuyến bao gồm công tác thi công và các đoàn tàu ước tính khoảng 6.9 tỉ Euro và được lên kế hoạch tài trợ một phần bằng khoản trợ cấp của EU.
Tại trung tâm thành phố Łódź, tuyến "Y" sẽ đi qua một đường hầm nối hai nhà ga hiện có. Một trong số đó là: Łódź Fabryczna sẽ được xây dựng lại thành ga ngầm (hợp đồng xây dựng đã được ký kết ngày 18 tháng 8 năm 2011).  Tuy nhiên, dự án tuyến "Y" đã bị hủy bỏ năm 2011 do không đủ kinh phí. 
Tính đến tháng 2 năm 2017, dự án này vẫn chỉ là chủ đề tranh luận của công chúng. Tuy nhiên tâm điểm của tuyến "Y" (nhà ga ngầm Łódź Fabryczna) đã được hoàn tất.

## Các tuyến đường được nâng cấp
Tuyến Đường sắt Trung tâm (CMK) Warsaw - Kraków/Katowice ban đầu được xây dựng với kích thước hình học phù hợp để nâng tốc độ lên 250 km/h, và chỉ yêu cầu thiết bị tín hiệu phù hợp và lượng nhỏ các công tác hiện đại hóa. ETCS Mức 1 cho phép các tàu đạt tốc độ 200 km/h vào năm 2014 trên một phần của tuyến và dự kiến nâng lên vận tốc 230 km/h.
Công tác xây dựng lại bắt đầu trên tuyến Warsaw–Gdańsk để cho phép nâng tốc độ lên 200 km/h với các tàu nghiêng. Điều này ban đầu cho phép các tàu chạy theo tiêu chuẩn ETCS Mức 1 có ràng buộc nhưng không có thời gian biểu để nâng cấp lên thành tiêu chuẩn ETCS Mức 2.

## Đầu máy toa xe

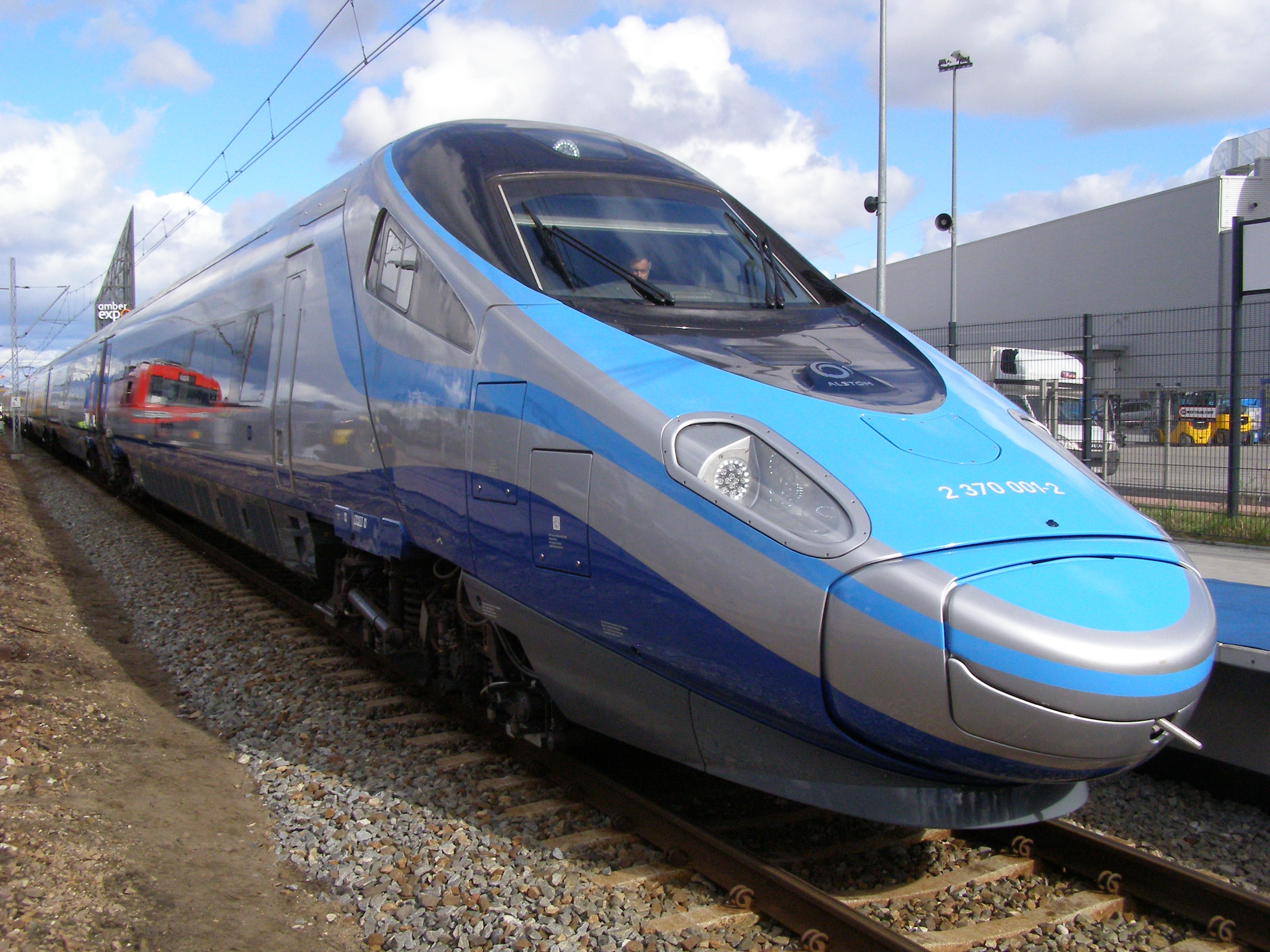
Tàu PKP Intercity ED250 Pendolino

Tàu bảy toa loại ED250 do Alstom Transport cung cấp. Mỗi toa có 57 chỗ ngồi hạng nhất và 57 và 345 chỗ ngồi hạng hai, với quầy buffet/bar và 3 ngăn 4 chỗ ngồi hoặc dành cho gia đình.
Đường sắt nhà nước Ba Lan PKP ban đầu đặt mua 14 tàu Pendolino vào năm 1998, nhưng đơn hàng đã bị hủy vào năm 2000 do thiếu vốn.
Năm 2010, Alstom trúng một gói thầu của PKP Intercity cho các tàu cao tốc với việc cung cấp 20 tàu Tàu Pendolino Mới. Tương tự với CRH5, đây là loại tàu không nghiêng. Giống như ČD loại 680, các tàu sẽ được trang bị để chạy trên Bản mẫu:Đường sắt điện khí hóa 25 kV 50 Hz, Bản mẫu:Đường sắt điện khí hóa 15 kV AC và 3 kV DC, và vì vậy có khả năng vận hành ở Ba Lan, Đức, Áo và Cộng hòa Séc.
Ngày 30 tháng 5 năm 2011, Đường sắt nhà nước Ba Lan PKP đã ký một thỏa thuận với Alstom cho 20 tàu Pendolino ETR 610 giao hàng vào năm 2014. Tàu Pendolino đầu tiên được giao hàng vào ngày 12 tháng 8 năm 2013. Các tàu Pendolino đã được đưa vào chạy tàu trên tuyến cao tốc CMK Tuyến Đường sắt Trung tâm từ Kraków/Katowice đi Warszawa, và trên các tuyến đường từ Gdynia đi Warszawa và từ Wrocław đi Warszawa.
Kiểm tra tốc độ cao bằng tàu Pendolino ED250 mới trên tuyến CMK Tuyến Đường sắt Trung tâm bắt đầu hồi tháng 11 năm 2013. Trong ngày thử nghiệm đầu tiên, ngày 16 tháng 11, tàu Pendolino đã đạt 242 km/h (150 mph). Ngày 17 tháng 11 năm 2013, một kỷ lục tốc độ mới của đường sắt Ba Lan đã được thiết lập ở km 184.000 của Tuyến Đường sắt Số 4 khi Pendolino ED250 đạt tốc độ 291 km/h (181 mph), phá vỡ kỷ lục trong vòng 19 năm của con số 250,1 km/h (155 mph). Ngày 24 tháng 11 năm 2013, ngày thử nghiệm cuối cùng trên tuyến CMK Tuyến Đường sắt Trung tâm, tàu Pendolino đạt 293 km/h (182 mph).

### Tranh chấp giữa Alstom và Đường sắt Ba Lan PKP
Hợp đồng giữa nhà điều hành Ba Lan PKP Intercity và Alstom yêu cầu tám tàu Pendolino ED250 đầu tiên sẽ được chuyển giao vào ngày 6 tháng 5 năm 2014, thử nghiệm ('đồng bộ') để vận hành với tốc độ 250 km/h (155 mph) bằng tín hiệu Hệ thống kiểm soát tàu hỏa Châu Âu Mức 2. Các thử nghiệm đã không được thực hiện vào tháng 5, và PKP thông báo rằng Alstom đã không làm đúng theo các điều khoản hợp đồng và sẽ khoản tiền chịu phạt tính đến ngày 6 tháng 5.  Alstom phúc đáp rằng việc đồng bộ hóa ở Ba Lan với tốc độ 250 km/h sử dụng ETCS Mức 2 là điều không thể vì ETCS Mức 2 chưa được vận hành ở bất kỳ đâu tại Ba Lan, và Tuyến đường sắt Grodzisk Mazowiecki–Zawiercie nơi tàu Pendolino ED250 đầu tiên đạt 293 km/h khi thử nghiệm đã được trang bị với ETCS Mức 1, không phải Mức 2. Ngày 26 tháng 6 năm 2014, PKP và Alstom đã đạt được một thỏa hiệp, trong đó các tàu Pendolino được chuyển giao theo sự đồng bộ hai giai đoạn, đồng bộ đầu tiên cho việc chạy tàu sử dụng ETCS Mức 1 và sau đó là đồng bộ cho ETCS Mức 2. Các tàu Pendolino đã được đưa vào phục vụ ngày 14 tháng 12 năm 2014.

### Tình trạng hoạt động
Các tàu đầu kéo khác mang thương hiệu EIC (Express InterCity) sẽ được chuyển sang hoạt động EIP (Express Intercity Premium) trong những tháng tới, với kế hoạch dự kiến cuối cùng là đưa 17 tàu Pendolino vào hoạt động, một dùng cho dự phòng và hai tàu dùng cho bảo trì. Toàn bộ 20 tàu hiện đã hoàn tất và tàu cuối cùng sẽ được chuyển giao cho phía Ba Lan vào đầu tháng 12. Tuy nhiên, tàu đầu tiên dùng cho hoạt động thử nghiệm và chạy thử đã được chuyển về lại Savigliano để trang bị thêm các bộ phận mới trước khi quay trở lại hoạt động dịch vụ.
Cũng như đối với 3 kV DC để vận hành ở Ba Lan, các tàu Pendolino được trang bị 15 kV 16⅔ Hz và 25 kV 50 Hz và các hệ thống kiểm soát tàu cần thiết để chạy tàu ở Đức, Áo và Cộng hòa Séc.Tuy nhiên, chứng chỉ vận hành quốc tế không được coi là ưu tiên vì các tàu bị hạn cho các dịch vụ trong nước trong 10 năm đầu tiên theo các điều khoản tài trợ của Quỹ Liên kết EU khi tài trợ 22% chi phí của dự án.
Alstom dự kiến tuyển dụng khoảng 130 người tại depot bảo trì Grochów, ở đó có ba đường sắt có mái che để bảo dưỡng và hai đường cho công tác bảo trì. Công ty sử dụng các hệ thống theo dõi và chẩn đoán sức khỏe TrainTracer của mình để quản lý đoàn tàu, bảo đảm có đủ tàu để vận hành. Một vài tàu được ổn định qua đêm tại ga cuối ở bên ngoài, và được yêu cầu chạy vòng qua depot. Chế độ quản lý tàu và bảo trì trạm dừng trên đường đã được phát triển dựa trên kinh nghiệm bảo trì tàu Virgin West Coast Pendolino ở Anh, với nhiều nhân viên được đào tạo tại Manchester.